# Tháp Bình Thạnh
Tháp Bình Thạnh là một tháp cổ nằm ở ấp Bình Phú, xã Phước Chỉ, tỉnh Tây Ninh. Đây là một trong số các kiến trúc tháp thuộc nền văn hóa Óc Eo còn sót lại tại Nam Bộ Việt Nam.

## Mô tả
Tháp Bình Thạnh nằm ở hữu ngạn sông Vàm Cỏ Đông, cách trung tâm thành phố Tây Ninh 39 km, trung tâm thị xã Trảng Bàng 16 km và cách cửa khẩu Mộc Bài 10 km. Tháp được xây dựng trên nền hình vuông mỗi cạnh 5 m, cao 10 m; các cạnh tháp được xây dựng đúng bốn hướng Đông, Tây, Nam, Bắc. Cửa chính phía Đông được xây nhô hẳn ra ngoài, rộng 1 m, cao 2 m, trước mặt có một "bàu vuông". Trên cửa chính là một phiến đá lớn, hình chữ nhật kích thước 0,8 x 2 m chạm nổi hình hoa cúc cách điệu. Ba mặt Tây, Nam, Bắc đều có cửa được đắp giả, phía trên được đắp nổi các hoa văn, trang trí tinh xảo.

## Lịch sử
Tháp có niên đại xây dựng vào khoảng thế kỷ VIII thời kỳ hậu Óc Eo, hiện nay còn khá nguyên vẹn. Ngày 23 tháng 7 năm 1993, tháp Bình Thạnh được Bộ Văn hóa – Thông tin (nay là Bộ Văn hóa, Thể thao và Du lịch) công nhận di tích lịch sử văn hóa.
Dưới thời Pháp thuộc, tháp đã được một lần tu sửa. Năm 1998, Bộ Văn hóa Thông tin đã đầu tư trùng tu lại nguyên gốc ngôi tháp.